# Cabalisti ebrei
Questa pagina elenca personaggi e figure della Cabala ebraica secondo una cronologia storica e per scuola di pensiero. Nel comune intendimento, il termine "Cabala" è stato usato per riferirsi a tutta la storia del misticismo ebraico, ma più precisamente, e secondo l'utilizzo degli studi accademici sull'Ebraismo, Cabala indica le dottrine, le pratiche e il metodo esegetico esoterico dello studio della Torah, che vennero ad emergere nel XII e XIII secolo nella Francia meridionale e in Spagna, e furono ulteriormente sviluppati nel XVI secolo nella Palestina ottomana. Questi costituirono la base del successivo sviluppo mistico ebraico.
La presente è una lista parziale dei cabalisti ebrei; la letteratura secondaria che incorpora la Cabala è enorme, soprattutto nella voluminosa biblioteca dell'Ebraismo chassidico, che ha trasformato la Cabala esoterica in un popolare movimento revivalista. Lo Chassidismo ha adattato la Cabala al proprio interesse psicologico interiorizzato, al tempo stesso continuando lo sviluppo della tradizione mistica ebraica. Pertanto, solo articolatori formativi del pensiero chassidico, o particolari scuole e autori cabalistici dello Chassidismo vengono qui inclusi. Dell'eresia mistica sabbatista che si staccò dall'Ebraismo, solo i fondatori sono elencati. I ricercatori della mistica ebraica esclusivamente accademici e/o docenti di "Studi ebraici", che non sono "cabalisti" né necessariamente ebrei, non vengono qui elencati; né vengono elencate le tradizioni cabaliste derivative/sincretiche non ebree.
Le figure rabbiniche dell'Ebraismo sono spesso note col nome del loro magnum opus, o con l'acronimo ebraico basato sul loro nome completo, preceduto da R iniziale di Rabbi/Rav (Rabbino/Maestro).

## Primo misticismo ebraico
Saggi talmudisti Tannaim: Maaseh Merkabah (Carro/Trono mistico)-Maaseh Bereshit (Creazione mistica) (I e II secolo). Yordei Merkabah (Chariot Riders)-Misticismo Heikhalot (Palazzi) (secoli I-XI). I primi testi formativi sono alternativamente Tradizionali/Attribuiti/Anonimi/Pseudoepigrafici:
- Nehunya ben HaKanah - attribuzione tradizionale del Bahir. I secolo
- I quattro Rabbini nel Pardes (incluso Rabbi Akiva circa 40–137e.v.)
- Shimon bar Yohai (RaSHBI) Protagonista dello Zohar, I-II secolo

Chassidei Ashkenaz (1150-1250, Pietisti tedeschi). Concezioni mistiche influenzate dalla Cabala medievale:
- Samuel di Spira (Shmuel HaHasid) anni 1100
- Judah ben Samuel di Ratisbona (Yehudah HaHasid) 1140-1217
- Eleazaro di Worms (Eleazar Rokeach) 1176–1238 ca.[1]

## Sviluppo medievale della Cabala

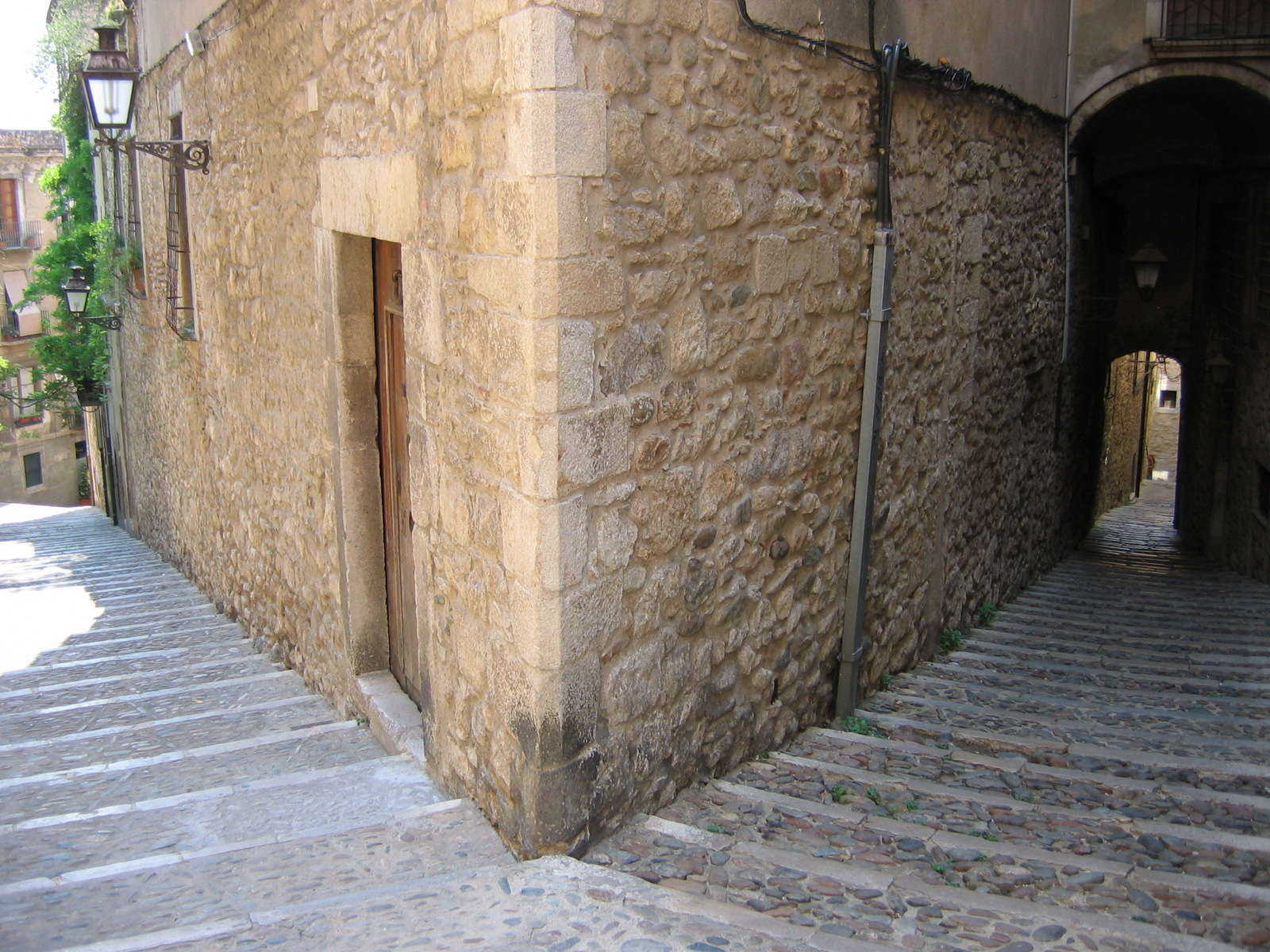
Quartiere ebraico "El Call" a Gerona, Catalogna (Spagna), uno dei primi centri di Cabala

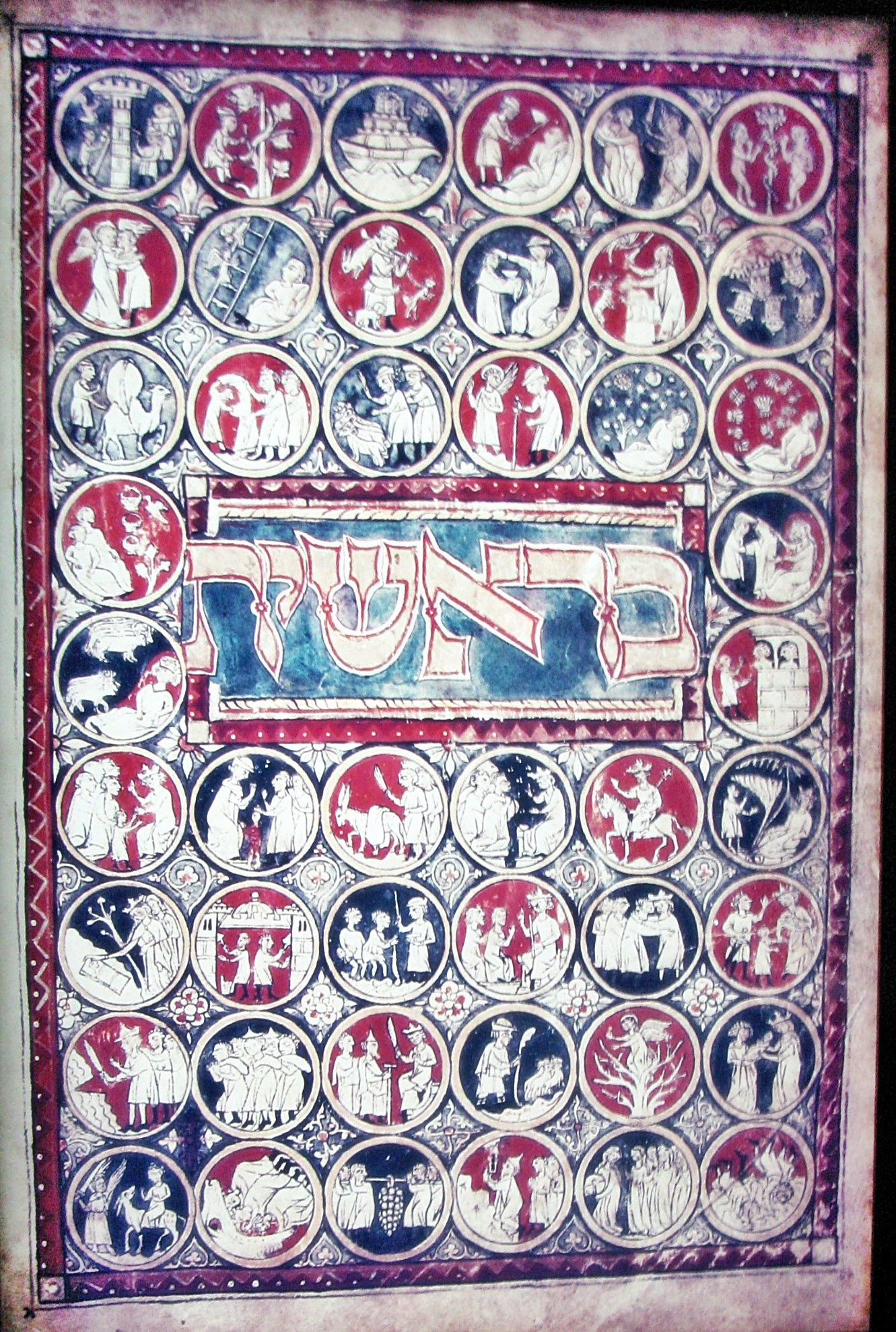
Genesi nella Bibbia Schocken, 1300

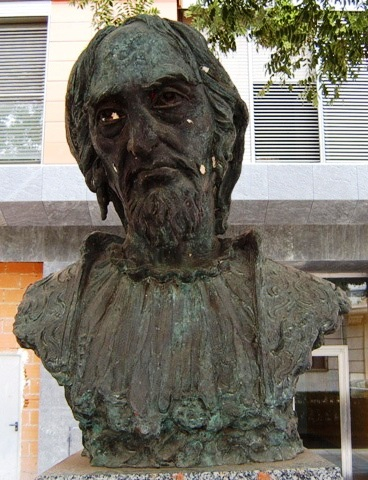
Moses de León, diffusore dello Zohar

Circolo provenzale (Francia meridionale - Provenza e Linguadoca XII-XIII secolo):
- Abraham ben Isaac di Narbona (RAVaD II) 1110–1179 ca.
- Abraham Ben David di Posquières (detto RABaD/RAVaD III) 1125-1198
- Isacco il Cieco (Yitzhak Sagi Nehor) approccio neoplatonico 1160-1235 ca.

Circolo della Catalogna/Gerona (Spagna nordorientale, XIII secolo):
- Ezra ben Solomon
- Azriel di Gerona,  ha sintetizzato gli elementi gnostici e neoplatonici 1160–1238
- Nahmanide (Moses ben Nahman, detto RaMBaN), ha introdotto la Cabala nei commentari biblici classici 1194–1270
- Jacob ben Sheshet
- Meshullam ben Solomon Da Piera

Circolo castigliano (Spagna settentrionale, XIII secolo). Ha sviluppato la teoria demonica/gnostica:
- Jacob HaKohen
- Isaac HaKohen, autore del Trattato dell'Emanazione Sinistra
- Todros ben Joseph Abulafia, circa 1225-1285
- Moses di Burgos

Cabala meditativa-estatica/profetica (XIII secolo):
- Abramo Abulafia - Spagna, Italia, Malta. 1240-1291 et seq.

Pubblicazione dello Zohar (Spagna settentrionale, anni 1280-1290):
- Moses de León 1250–1305 ca.

Commentario cabalistico del XIII secolo:
- Abraham ben Isaac di Granada - Spagna meridionale, anni 1200
- Joseph Gikatilla (spagnolo: Chiquitilla, "il piccolo") - scrittore prolifico, autore int. al. di Shaarei Orah. Spagna 1248–1305 et seq.
- Menahem Recanati, unico italiano del suo tempo a scrivere principalmente della Cabala ebraica, 1250-1310

I secoli XIV e XV videro una lenta continuazione di commentari cabalistici:
- Isaac di Acco, discepolo di Nahmanide. Israele e Spagna, anni 1200-1300
- Bahya ben Asher (Rabbeinu Behaye) - commentario cabalistico classico della Torah. Spagna m.1340

## Influenze aggreganti
L'influenza del razionalismo medievale ebraico in Spagna diminuì e si concluse con la espulsione totale degli ebrei dal Regno di Spagna e dai suoi possedimenti a partire dal 31 luglio del 1492. Fusioni ebraiche di filosofia e Cabala furono condivise da più ampie tendenze non ebraiche del Rinascimento (non elencate qui):
- Abraham Cohen de Herrera - Fusione di Filosofia e Cabala. Nacque nel 1570 da una famiglia marrano in Portogallo; altre fonti lo collegano all'Italia, specificamente alla Toscana e quale figlio dell'ultimo Rabbino Capo di Cordova (Spagna).[1][2]

## Rinascimento cabalistico del XVI secolo

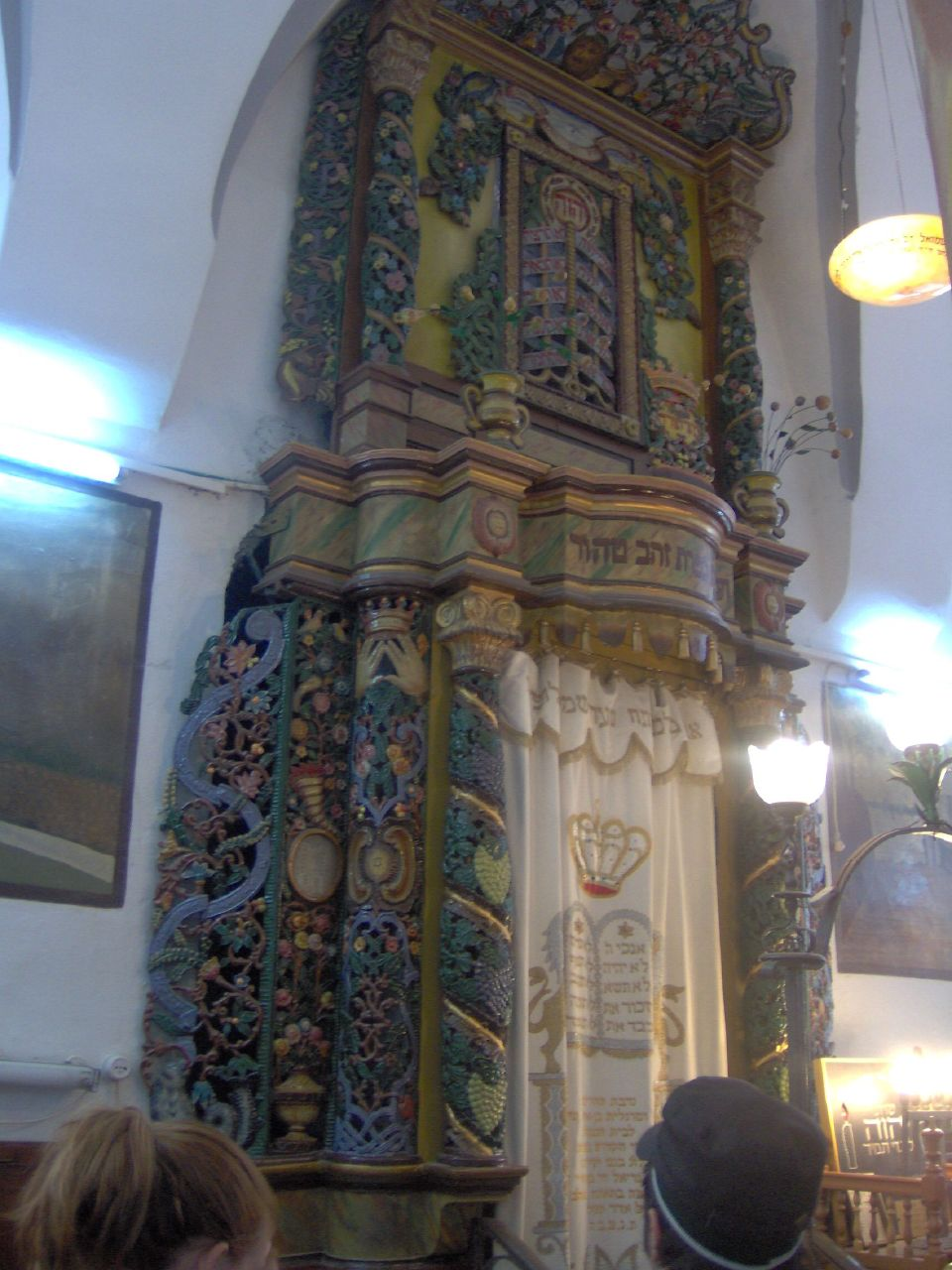
Safed (Galilea) divenne il centro del rinascimento e della sistematizzazione della Cabala nel XVI secolo

Emigrati, alcuni dalla Spagna, fondano un nuovo centro a Safed nella Palestina ottomana:
- Meir ibn Gabbai - dalla Spagna verso l'Est. Tra i primi sistematizzatori. Risposta cabalistica alla filosofia & razionalismo, n.1480
- Joseph ben Ephraim Karo (Beit Yoseph) - legalista centrale e diario mistico. Dalla Spagna a Safed 1488–1575
- Shlomo Halevi Alkabetz - dalla Grecia a Safed 1500–1580 ca.
- Moshe Alshich (Alshich Hakadosh) - dalla Turchia a Safed. Commentario cabalista biblico classico 1508–1593

Scuola cordoveriana. Sistematizzazione della Cabala precedente, influenzata dal razionalismo:
- Moses Cordovero (detto il RaMaK) - Insegna a Safed. Autore di Pardes Rimonim 1522–1570

Scuola lurianica. Nuova sistematizzazione mitologica della Cabala. Base della Cabala moderna. Kitvei HaAri-Scritti dell'Ari redatto dai discepoli:
- Isaac Luria (HaARI-zal) - Insegna a Safed. 1534–1572
- Hayim Vital - Italia, Safed, Siria. Principale discepolo di Luria. Autore di Etz Hayim - 1543–1620
- Israel Sarug - discepolo di Luria, diffuse il lurianismo in Europa, anni 1500–1610

Disseminazione a Safed:
- Eliyahu de Vidas - Palestina ottomana. Autore di Reshit Chochmah, opera cabalistica-etica mussar 1518–1592

## Commentari cabalistici XVI-XIX secolo
Rabbini cabalisti dell'Europa centrale:

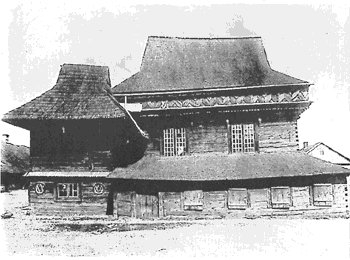
Sinagoga del 1600 a Zabłudów, Polonia. attivisti tzadikim operavano tra la gente comune, da cui si sviluppò il Chassidismo

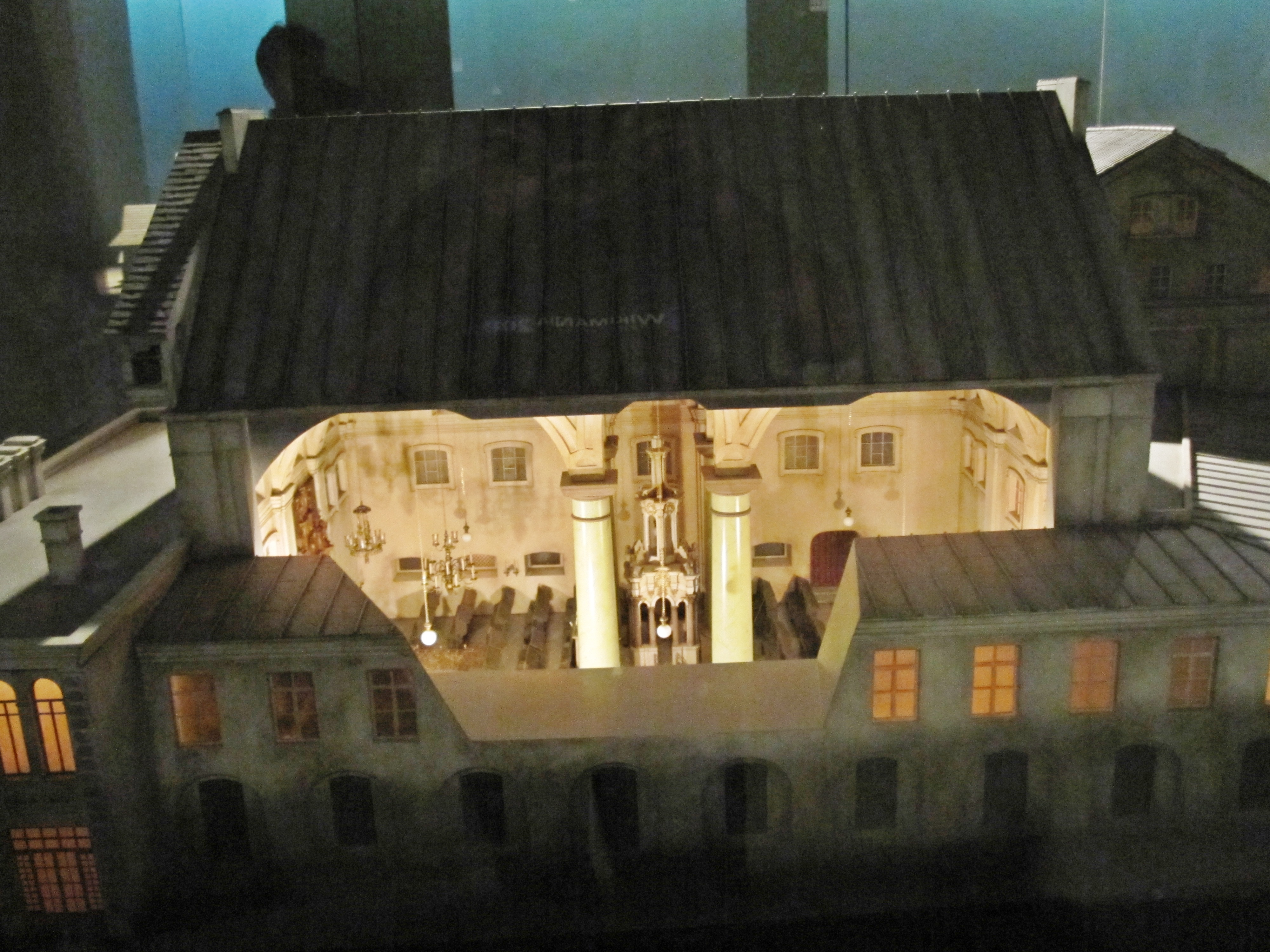
La Grande Sinagoga di Vilna (modello). L'Ebraismo rabbinico mitnagdico riservava la Cabala esoterica ad un'élite talmudica

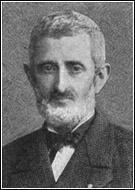
Elia Benamozegh (1822-1900), in Italia, continuò una tradizione universalista dell'interpretazione cabalistica

- Judah Loew ben Bezalel (detto MaHaRal) - pensiero ebraico mistico in stile filosofico. Praga 1520–1609 ca.
- Isaiah Horowitz (SheLaH haKadosh, autore di Shnei Luchot HaBrit) - da Praga alla palestina, 1565–1630 ca.
- Jonathan Eybeschutz - Europa centrale. Protagonista della controversia "Emden-Eybeschutz" sul misticismo, 1690-1764
- Nathan Adler - Germania 1741–1800

Cabalisti italiani:
- Mosè Luzzatto (conosciuto anche con l'acronimo ebraico di RaMCHaL o RaMHaL, in ebraico רמח"ל‎? - nome originale completo Moshe Chaim Luzzatto in ebraico משה חיים לוצאטו, ma il nome si trova scritto anche come Moses Chaim o Moses Hayyim) - disseminazione cabalistica e opere culturali. Italia, Paesi Bassi, Israele 1707-1746
- Elia Benamozegh - interpretazione universalista della Cabala. Rabbino italiano e studioso, 1822-1900

Cabala sefardita-Mizrahì (Orientale):
- Abraham Azulai - autore di Chesed le-Abraham. Dal Marocco a Israele, 1570–1643
- Chaim ibn Attar (Ohr ha-Haim, commentario classico della Torah), dal Marocco a Israele 1696-1743
- Shalom Sharabi (RaShaSh) - dallo Yemen a Israele. Elucidatore esoterico di Luria e capo della Sinagoga Beit El, 1720–1777
- Chaim Joseph David Azulai (HIDA) - Bibliofilo ed emissario rabbinico a Israele, 1724–1806
- Ben Ish Chai (Yosef Hayyim) - Hakham (rabbino sefardita) in Iraq 1832–1909

Eresia mistica sabbatista (solo i fondatori):
- Sabbatai Zevi - considerato dagli ebrei "falso messia", fondò la setta del sabbatianismo. Morì in esilio a Dulcigno nell'attuale Montenegro vicino al confine con l'Albania (allora sotto l'Impero ottomano) nel 1676.
- Nathan di Gaza - Profeta di Sabbatai Zevi. Israele e Impero ottomano, 1643–1680

Circolo europeo orientale Baal Shem/Nistarim e altri:
- Elijah Baal Shem di Chełm - primo ad avere il titolo di "Baal Shem" (Maestro del Nome). Polonia 1550-1583
- Eliyahu Baal Shem di Worms. Fondatore degli attivisti mistici Nistarim. Polonia/Germania n.1532
- Joel Baal Shem di Ropshitz
- Adam Baal Shem. Insegnante del Besht
- Abraham Gershon di Kitov- cognato del Baal Shem Tov e parte del circolo lurianico. Ucraina, Israele 1701-1761
- Baal Shem di Londra (Hayyim Samuel Jacob Falk) - Ucraina/Germania e Inghilterra, 1708–1782
- Baal Shem di Michelstadt (Seckel Lob Wormser), Germania 1768-1847

Cabala mitnagdica/lituana:
- Gaon di Vilna (Elijah ben Solomon Zalman, GRA) Guida dell'Ebraismo non-chassidico dell'Europa orientale. Oppositore dello Chassidismo, 1720–1797
- Chaim Ickovits (Chaim di Volozhin) - fondatore del movimento yeshivah lituano. Teorico principale del Mitnagdismo nella sua opera Nefesh HaHayim, 1749–1821
- Yitzchak Eizik Chaver
- Shlomo Elyashiv (detto Baal HaLeshem, dal titolo della sua opera principale), Lituania 1841-1926

## Diffusione chassidica della Cabala

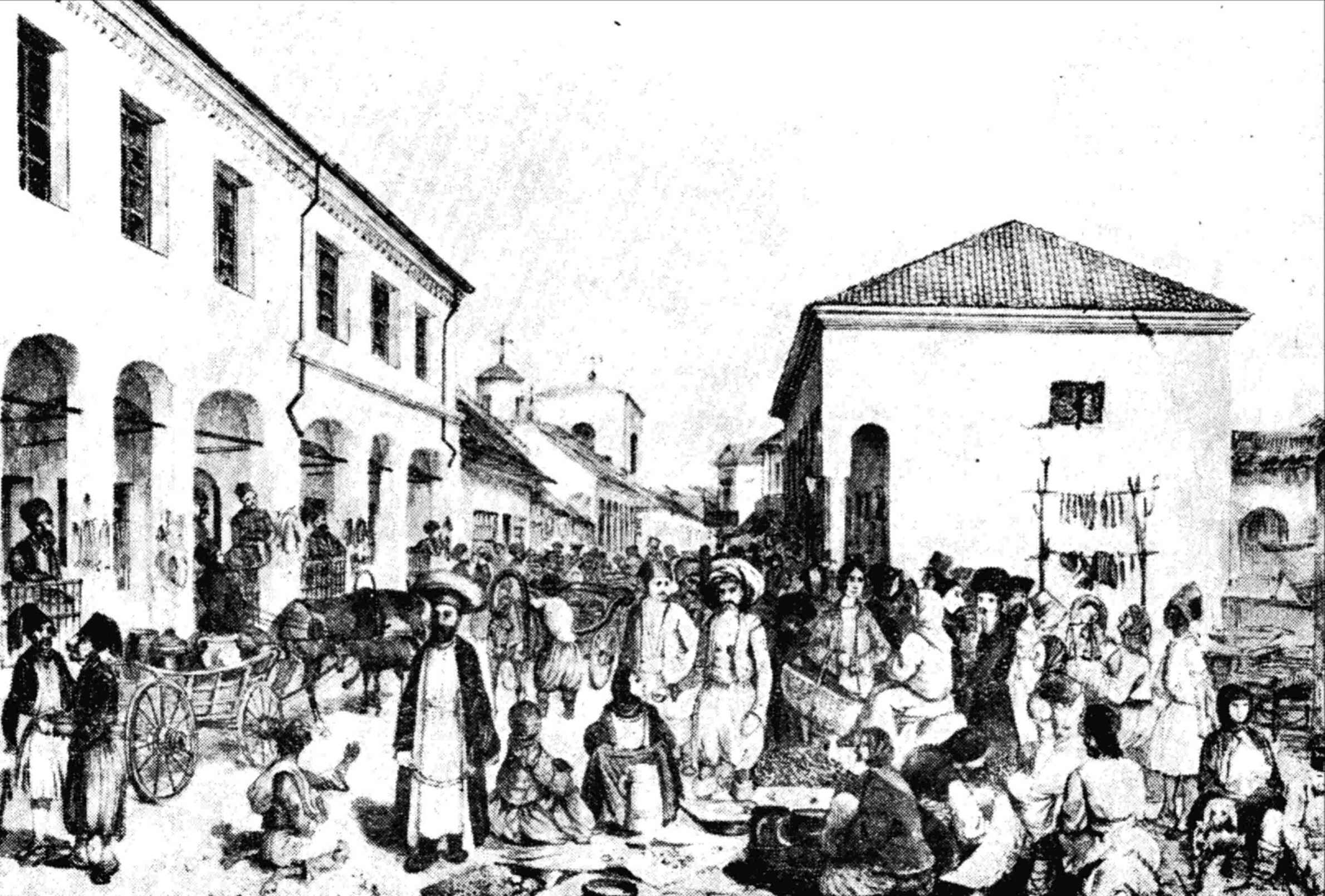
Chassidim nel 1845 a Iași (Romania). Il chassidismo cambiò il fine teosofico della Cabala orientandolo verso la psicologia dell'Onnipresenza Divina

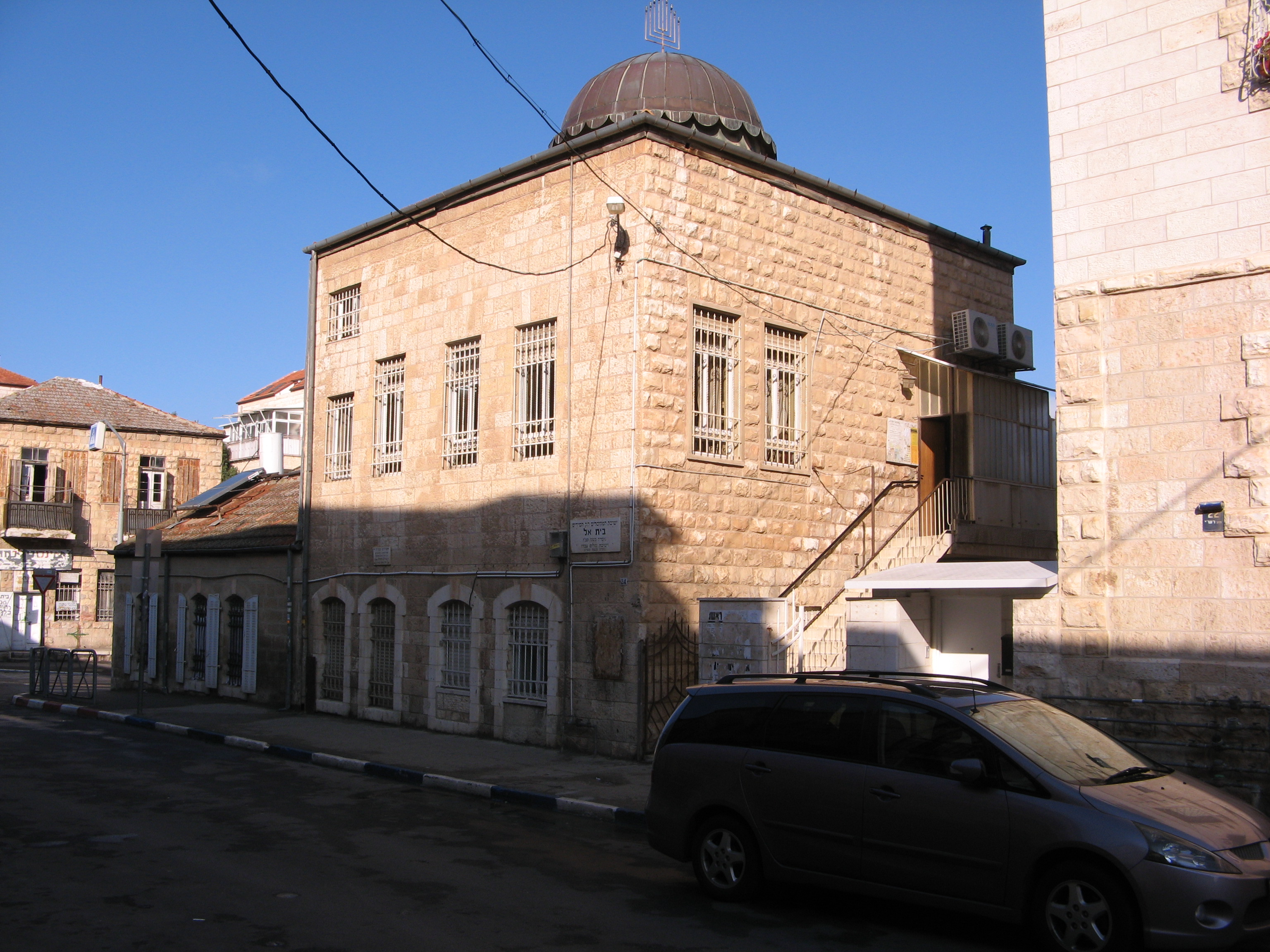
La Yeshivah Beit El, centro di studi cabalistici a Gerusalemme, dove si incontrano le varie tradizioni esoteriche

Nozioni cabalistiche pervadono il pensiero chassidico, ma lo Chassidismo sviluppò un nuovo approccio alla Cabala, rimpiazzando la focalizzazione esoterica teosofica con una successiva internalizzazione psicologica. Vieni quindi dato solo un elenco minimo di figure chassidiche: personaggi fondatori formativi o commentatori cabalisti di testi/tradizioni esoterici.

Maestri chassidici fondatori dell'Europa orientale:
- Baal Shem Tov (BeSHT, Israel ben Eliezer) - fondatore dello Chassidismo. Ucraina 1698-1760
- Jacob Joseph di Polnoye - primo scrittore del pensiero chassidico. Ucraina 1710–1784
- Dovber di Mezeritch (Magghid di Mezeritch) - Sistematizzatore del pensiero chassidico, scuola del movimento. Ucraina 1700/1710–1772
- Elimelech di Lizhensk - fondatore della leadership dello "Tzadikismo Pratico/Popolare". Polonia 1717–1787
- Levi Yitzchok di Berditchev - autore del commentario chassidico Kedushas Levi della Torah. Ucraina 1740–1809
- Schneur Zalman di Liadi - Scuola chassidica-intellettuale del movimento Chabad. Autore dell'opera fondamentale Tanya per la teorizzazione del Chassidut. Russia 1745–1812
- Nachman di Breslov - scuola immaginativa-cabalistica della dinastia rabbinica chassidica di Breslov, movimento ebraico ortodosso. Narrativa cabalistica. Ucraina 1772–1810

Altri commentatori chassidici della Cabala:
- Yisroel Hopsztajn (Magghid di Kozhnitz) - uno dei fondatori dello Chassidismo polacco. Commentari dello Zohar e del Tikunei Zohar, 1737–1814
- Dovber Schneuri - secondo leader Chabad. Scrisse un commentario dello Zohar e guide contemplative. Russia 1773-1827
- Zadok HaKohen di Lublino. Commentari cabalistici basati su illuminazione personale. Polonia 1823-1900
- Yaakov Yehuda Aryeh Leib Frenkel (Gevuras Aryeh) di Piricse - opere cabalistiche sul commentario della Torah scritto dal Ramban. Ungheria 1850/1855-1940
- Menachem Mendel Schneerson, Rebbe Lubavitcher - unità della Cabala esoterica con l'Ebraismo exoterico mediante il pensiero chassidico, 1902–1994 [2]

## Cabala del XX secolo
Dalle diverse tradizioni della Cabala (escluso l'approccio internalizzatore del pensiero chassidico):
- Abraham Isaac Kook, Rabbino Capo del Mandato della Palestina e pensatore visionario poetico-mistico, 1865–1935
- Yehuda Ashlag (detto Baal HaSulam, dalla sua opera principale) - Traduzione dello Zohar con un nuovo approccio a Luria. Polonia e Israele 1885—1954
- Baba Sali (Israel Abuhatzeira), saggio mizrahì. Dal Marocco a Israele, 1890–1984
- Yitzhak Kaduri, continuatore mizrahì della tradizione del Rashash (Shalom Sharabi). Dall'Iraq a Israele, m.2006

## Insegnanti moderni del misticismo ebraico

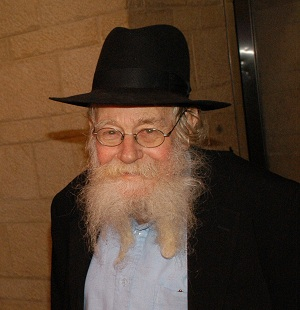
Rabbi Adin Steinsaltz (2010)

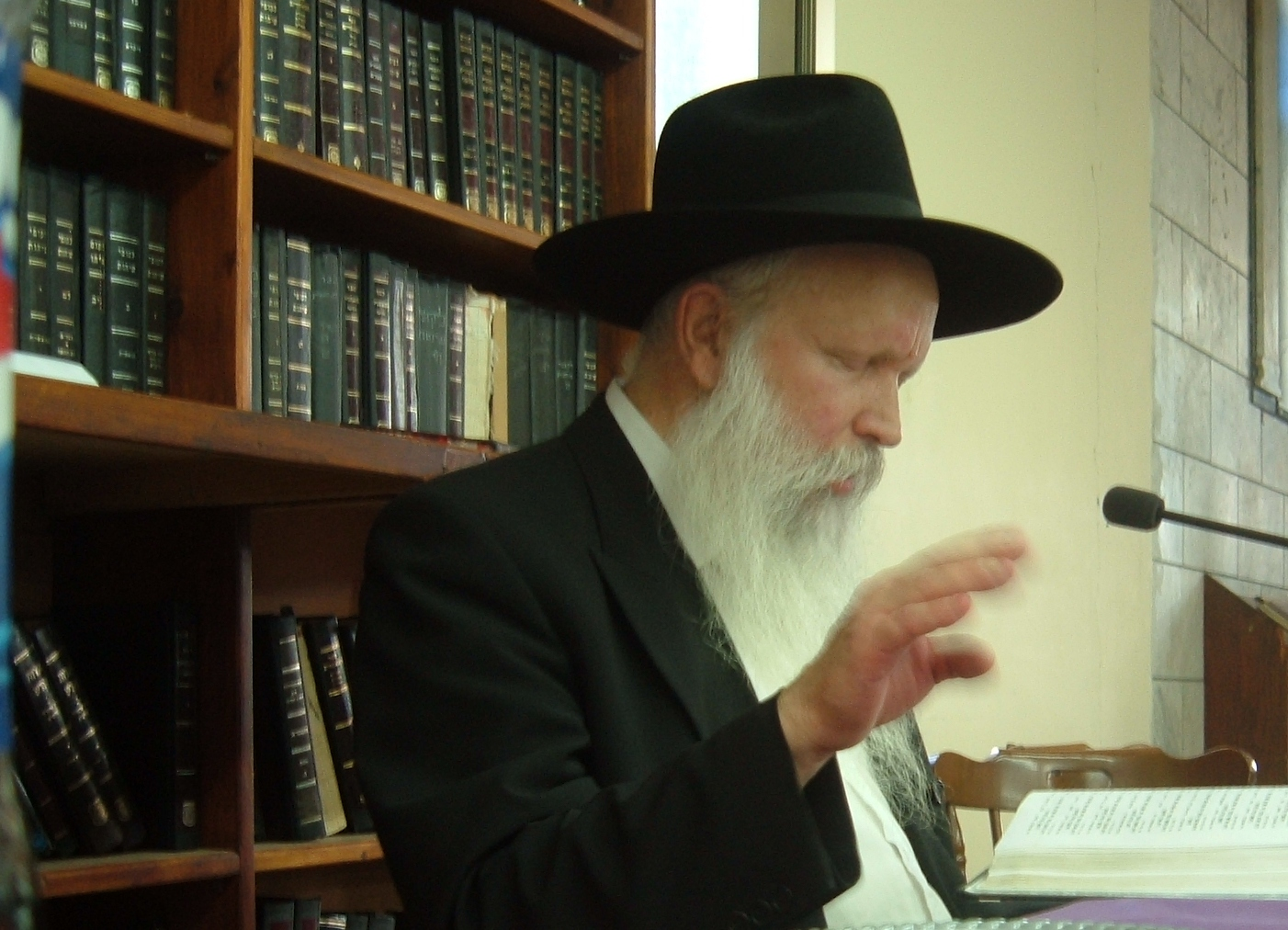
Rabbi Yitzchak Ginsburgh (2005)

Singoli insegnanti di spiritualità mistica ebraica con articolazioni di stile moderno. Docenti accademici di "Studi ebraici" non sono qui elencati.

Cabalisti ortodossi e chassidici:
- Aryeh Kaplan
- Adin Steinsaltz
- Dovid Gottlieb
- Yitzchak Ginsburgh

Varie denominazioni e correnti non ortodosse:
- Zalman Schachter-Shalomi
- Arthur Green
- Lawrence Kushner

Insegnanti ebrei di stile universalista:
- Philip Berg
- Warren Kenton (Z'ev ben Shimon Halevi)
- Samuel Avital
- Michael Laitman

## Tabella sinottica dei cabalisti
Alcuni tra i seguenti non vengono "riconosciuti" unanimemente da tutti gli ebrei
Si elencano nomi e dati riassuntivi generici in ordine cronologico, citando degli autori solo le opere cabalistiche:
| Cabalista                                                                   | Sede                                                    | Periodo         | Opere |
| --------------------------------------------------------------------------- | ------------------------------------------------------- | --------------- | --- |
| Nehunya ben HaKanah                                                         | Israele                                                 | I secolo        | Sefer haBahir ?, Sefer ha-Peli'ah |
| I quattro Rabbini nel Pardes                                                | Israele                                                 | I/II secolo     | – |
| Shimon bar Yohai                                                            | Yavne                                                   | I/II secolo     | Zohar ? |
| Chassidei Ashkenaz                                                          | Renania (Germania)                                      | 1150-1250       | varie (int. al., Sefer Chassidim, Sefer Hayirah, Sefer HaRokeah) |
| Samuel di Spira                                                             | Spira (Germania)                                        | anni 1100       | Shir ha-Yiḥud |
| Judah ben Samuel (Yehudah HaHasid)                                          | Ratisbona (Germania)                                    | 1140-1217       | Sefer Hasidim |
| Eleazaro di Worms (Eleazar ben Judah ben Kalonymus, o Eleazar Rokeach       | Magonza, Erfurt, Worms                                  | 1176–1238       | Sefer ha-Ḥayyim, Sha'are ha-Sod ha-Yiḥud weha-Emunah, et al. |
| Abraham ben Isaac (detto il RAVaD II)                                       | Narbona (Francia)                                       | 1110–1179       | Ha-Eshkol (Il Grappolo) |
| Abraham Ben David (detto il RABaD/RAVaD III)                                | Posquières                                              | 1125-1198       | Diagramma delle Sephirot e Albero della vita, Sefer Ba'alei ha-Nefesh |
| Isacco il Cieco (Yitzhak Sagi Nehor)                                        | Provenza                                                | 1160-1235       | Sefer ha-Bahir ? Elaborazioni su Ein Sof e Makhshava (Pensiero Divino) |
| Ezra ben Solomon                                                            | Catalogna (Spagna)                                      | XIII secolo     | – |
| Azriel ben Menahem                                                          | Gerona (Spagna)                                         | 1160–1238       | Elaborazioni sulla Volontà Divina |
| Nahmanide (Moses ben Nahman, detto RaMBaN)                                  | Barcellona e Vicino Oriente                             | 1194–1270       | Torat ha-Adam, Perush 'al ha-Torah, Sefer Ketz ha-Ge'ulah, et al. |
| Jacob ben Sheshet                                                           | Catalogna (Spagna)                                      | XIII secolo     | – |
| Meshullam ben Solomon Da Piera                                              | Catalogna (Spagna)                                      | XIII secolo     | – |
| Jacob HaKohen                                                               | Castiglia e León (Spagna)                               | XIII secolo     | – |
| Isaac HaKohen                                                               | Castiglia e León (Spagna)                               | XIII secolo     | Trattato dell'Emanazione Sinistra |
| Todros ben Joseph Abulafia                                                  | Castiglia e León (Spagna)                               | 1225-1285       | Otzar HaKavod, commentario mistico della Haggadah |
| Moses di Burgos                                                             | Burgos (Spagna)                                         | XIII secolo     | – |
| Abramo Abulafia                                                             | Saragozza, Italia, Comino                               | 1240-1291       | Qabbalah mistica, Chayei ha-Olam ha-Ba, Or ha-Sekhel, Sefer ha-Cheshek, Imrei Shefer, et al. |
| Moses de León                                                               | Guadalajara, Arévalo                                    | 1250–1305       | Zohar ? Sefer ha-Rimon, Ha-Nefesh ha-Hakhamah, Shekel ha-Kodesh, Mishkan ha-Edut |
| Abraham ben Isaac (Abraham Merimon)                                         | Granada (Spagna)                                        | anni 1200       | Sefer ha-Berit, Berit Menuḥah, Megalle ha-Ta'alumot |
| Joseph ben Abraham Gikatilla                                                | Medinaceli, Vecchia Castiglia (Spagna)                  | 1248–1305       | Ginnat Egoz, Shaarei Orah, Sha'are Ẓedeḳ, et al. |
| Menahem Recanati                                                            | Recanati, Italia                                        | 1250-1310       | Perush 'Al ha-Torah, Perush ha-Tefillot, Ṭa'ame ha-Miẓwot, Posḳe Hilkot |
| Isaac ben Samuel di Acco                                                    | Acri (Israele)                                          | 1200-1300       | Meirat Enayim, Sefer ha-Sodot, Ketem Paz, Liḳḳuṭe Shoshanim |
| Bahya ben Asher (Rabbeinu Behaye)                                           | Saragozza (Spagna)                                      | anni 1300       | Commentario della Torah col metodo cabalistico "Sentiero di Luce", Kad ha-Kemah, et al. |
| Abraham Cohen de Herrera                                                    | Portogallo, Italia, Austria                             | 1570            | Epistola su Shiur Qomah, Puerta Del Cielo |
| Meir ibn Gabbai                                                             | Spagna                                                  | 1480            | Tola'at Ya'aḳob, Avodat Hakodesh, Derek Emunah |
| Joseph ben Ephraim Karo (Beit Yoseph)                                       | Safed                                                   | 1488–1575       | Maggid Meisharim |
| Shlomo Halevi Alkabetz                                                      | Salonicco (Grecia), Safed                               | 1500–1580       | Brit HaLevi |
| Moshe Alshich (Alshich Hakadosh)                                            | Impero ottomano, Safed                                  | 1508–1593       | Marot ha-Tsobeot, Shoshanat ha-'Amaqim |
| Moses Cordovero (detto il RaMaK)                                            |                                                         | 1522–1570       | Pardes Rimonim, Ohr Yakar, Tomer Devorah, Ohr Neerav, Sefer Gerushin |
| Isaac Luria (detto HaARI-zal)                                               | Gerusalemme, Safed                                      | 1534–1572       | Cabala lurianica |
| Hayim Vital                                                                 | Italia, Safed, Siria                                    | 1543–1620       | Etz Hayim |
| Israel Sarug (anche "Saruk")                                                | Italia, Germania, Amsterdam                             | 1500–1610       | Ḳabbalah, Hanhagot Yosher, Ḳonṭres Ne'im Zemirot Yisrael |
| Eliyahu de Vidas                                                            | Palestina ottomana                                      | 1518–1592       | Reshit Chochmah |
| Judah Loew ben Bezalel (detto MaHaRal)                                      | Praga                                                   | 1520–1609       | Leggenda del Golem, scritti vari |
| Isaiah Horowitz (SheLaH haKadosh)                                           | Praga, Austria, Palestina                               | 1565–1630       | Shnei Luchot HaBrit |
| Jonathan Eybeschutz                                                         | Cracovia, Altona                                        | 1690-1764       | Shem Olam |
| Nathan Adler                                                                | Francoforte sul Meno (Germania)                         | 1741–1800       | Mishnat Rabbi Natan |
| Mosè Luzzatto (conosciuto anche con l'acronimo ebraico di RaMCHaL o RaMHaL) | Padova, Amsterdam, Israele                              | 1707-1746       | 70 Tiqqunim Hadashim, 70 Tikouney haZohar del Rashbi, Mesillat Yesharim, Da'at Tevunoth |
| Elia Benamozegh                                                             | Livorno (Italia)                                        | 1822-1900       | Emat mafgyia, Ta'am la-Shad, et al. |
| Abraham Azulai                                                              | Marocco, Israele                                        | 1570–1643       | Chesed le-Abraham, Ba'ale Berit Abraham |
| Chaim ibn Attar                                                             | Meknès(Marocco), Gerusalemme                            | 1696-1743       | Ohr ha-Chaim |
| Sar Shalom Sharabi (noto anche come il RaShaSh)                             | Yemen, Israele                                          | 1720–1777       | Siddur Ha-Kavvanot |
| Chaim Joseph David Azulai (noto come Hida)                                  | Gerusalemme, Livorno, Mantova                           | 1724–1806       | Shem HaGedolim |
| Ben Ish Chai (Yosef Hayyim)                                                 | Baghdad (Iraq)                                          | 1832–1909       | Ben Ish Chai, Me-Kabtziel |
| Sabbatai Zevi                                                               | Smirne, Dulcigno (Montenegro) ecc.                      | 1626-1676       | Eresia del sabbatianismo |
| Nathan di Gaza                                                              | Gerusalemme, Gaza, Europe, ecc.                         | 1643–1680       | Eresia del sabbatianismo, Derush ha-Tanninim, Hadrat Kodesh, Ozar Nehmad, Tiqqun Qeri'ah |
| Elijah Baal Shem di Chelm                                                   | Chełm                                                   | 1550-1583       | Leggenda del Golem di Chelm |
| Eliyahu Baal Shem di Worms                                                  | Cracovia, Worms                                         | 1532            | Fondatore dei mistici Nistarim |
| Joel Baal Shem di Ropshitz                                                  | Ropshitz, Voivodato della Precarpazia                   | XVI secolo      | – |
| Adam Baal Shem                                                              | Ucraina                                                 | XVII secolo     | Insegnante del Baal Shem Tov |
| Abraham Gershon di Kitov                                                    | Kitov, Oblast' di Ivano-Frankivs'k, Hebron, Gerusalemme | 1701-1761       | Cognato del Baal Shem Tov |
| Baal Shem di Londra (Hayyim Samuel Jacob Falk)                              | Ucraina, Germania, Londra                               | 1708–1782       | Diari cabalistici (nomi degli angeli) |
| Baal Shem di Michelstadt (Seckel Lob Wormser)                               | Michelstadt, Germania                                   | 1768-1847       | – |
| Gaon di Vilna (Elijah ben Solomon Zalman, il Gra)                           | Vilna (Lituania)                                        | 1720–1797       | Adereth Eliyahu, et al. |
| Chaim Ickovits (Chaim di Volozhin)                                          | Voblasc' di Minsk                                       | 1749–1821       | Nefesh HaHayim |
| Yitzchak Eizik Chaver                                                       | Lituania                                                | XIX secolo      | (Mitnagdismo) |
| Shlomo Elyashiv (detto Baal HaLeshem)                                       | Šiauliai (Lithuania)                                    | 1841-1926       | Leshem Shevo V'Achlama |
| Baal Shem Tov (detto il BeSHT, Israel ben Eliezer)                          | Podolia, Medžybiž                                       | 1698-1760       | Maestro del nome di Dio, fondatore dello Chasidismo |
| Jacob Joseph di Polnoye                                                     | Rașcov, Oblast' di Chmel'nyc'kyj, Moldavia              | 1710–1784       | Toldos Yaacov Yosef |
| Dovber di Mezeritch (Magghid di Mezeritch)                                  | Ucraina                                                 | 1710–1772       | Magghid Devarav L'Yaakov, Or Torah, Likutim Yekarim, Or Ha'emet, Kitvei Kodesh, Shemuah Tovah, et al. |
| Elimelech di Lizhensk                                                       | Lizhensk                                                | 1717–1787       | Fondatore dello "Tzadikismo Pratico/Popolare", Noam Elimelech |
| Levi Yitzchok di Berditchev                                                 | Ucraina                                                 | 1740–1809       | Kedushas Levi |
| Schneur Zalman di Liadi                                                     | Lëzna, Oblast' di Kursk                                 | 1745–1812       | Tanya, Siddur Torah Or, Torah Or, Likutei Torah |
| Nachman di Breslov                                                          | Medžybiž, Uman'                                         | 1772–1810       | Tikkun HaKlali, Sippurei Ma'asiyot, Sefer HaGanuz (scomparso), Sefer HaNisraf (scomparso), Megillat Setarim |
| Yisroel Hopsztajn (Magghid di Kozhnitz)                                     | Polonia                                                 | 1737–1814       | Commentari dello Zohar: Nezer Yisrael, e del Tikunei Zohar: Or Yisrael, et al. |
| Dovber Schneuri                                                             | Russia                                                  | 1773-1827       | Sha'ar HaYichud, Bi'urei HaZohar, Kuntres HaHispaalus, altri commentari e guide mistiche |
| Zadok HaKohen                                                               | Lublino                                                 | 1823-1900       | Commentari cabalistici, angelologo, Tzidkas HaTzadik, et al. |
| Menachem Mendel Schneerson (Rebbe Lubavitcher)                              | Mykolaïv (URSS), USA                                    | 1902–1994       | Hayom Yom, Sefer HaMa'amarim Melukot, et al. |
| Abraham Isaac Kook                                                          | Mandato della Palestina                                 | 1865–1935       | Orot HaTeshuvah, Orot HaEmuna, Orot HaKodesh, Orot HaTorah, et al. |
| Yehuda Ashlag (detto Baal HaSulam)                                          | Varsavia, Israele                                       | 1885—1954       | Perush HaSulam, Talmud Eser haSefirot, Panim Meirot u'Masbirot, Ha'Akadama Le Talmud Eser haSefirot, et al. |
| Baba Sali (Israel Abuhatzeira)                                              | Tafilalet (Marocco), Netivot (Israele)                  | 1890–1984       | Taumaturgo |
| Yitzhak Kaduri                                                              | Baghdad (Iraq), Israele                                 | m. 2006         | Benedizioni, amuleti, profezie |
| Aryeh Kaplan                                                                | Bronx, USA                                              | 1934-1983       | Moreh Ohr, commentari cabalistici, ecc. |
| Adin Steinsaltz                                                             | Gerusalemme, Russia, USA                                | n. 1937         | La rosa dai tredici petali: un incontro con la mistica ebraica (IT) , Opening the Tanya (Aprendo il tanya) (EN) , Learning from the Tanya (Imparando dal tanya) (EN) , ecc.                                                                        |
| Dovid Gottlieb                                                              | Gerusalemme, USA                                        | XX-XXI secolo   | The Informed Soul (EN) , et al. |
| Yitzchak Ginsburgh                                                          | St. Louis, Missouri, USA                                | 1944-XXI secolo | Mevo L'Kabbalat HaAriza”l, Shechinah Beinehem ecc. |
| Zalman Schachter-Shalomi                                                    | Polonia, USA                                            | n. 1924         | Paradigm Shift (Cambio di paradigma) (EN) , Wrapped in a Holy Flame (Avvolto in una fiamma santa) (EN) , Credo of a Modern Kabbalist (Il credo del cabalista moderno) (EN) , ecc.                                                                  |
| Arthur Green                                                                | Newark, USA                                             | XXI secolo      | Ehyeh: A Kabbalah for Tomorrow (Ehyeh: Una Cabala per il domani) (EN) , Seek My Face: A Jewish Mystical Theology (Cerca il mio volto: Teologia mistica ebraica) (EN) , ecc.                                                                        |
| Lawrence Kushner                                                            | Detroit, USA                                            | n. 1943         | The Invisible Chariot: An Introduction to Kabbalah and Spirituality (Il Carro invisibile: Introduzione alla Cabala) (EN) , Kabbalah: The Way of Light (Cabala: La via della luce), Kabbalah: A Love Story (Cabala: Una storia d'amore) (EN) , ecc. |
| Philip Berg (Feivel Gruberger)                                              | Brooklyn, USA                                           | XXI secolo      | The Wheels of a Soul (Le ruote dell'anima) (EN) , Astrology, the Star Connection: The Science of Judaic Astrology (Astrologia, la connessione con le stelle) (EN) , Kabbalistic Astrology Made Easy (Astrologia cabalistica semplificata) (EN)     |
| Warren Kenton (Z'ev ben Shimon Halevi)                                      | Londra                                                  | n. 1933         | Tradizione Toledana, An Introduction to the Cabala: Tree of Life (Introduzione alla Cabala) (EN) , Adam and the Kabbalistic Tree (Adamo e l'Albero Cabalistico) (EN) , A Kabbalistic Universe (Un Universo Cabalistico) (EN) , ecc.                |
| Samuel Ben-Or Avital (Shmuel Abitbol)                                       | Sefru (Marocco), Francia, USA                           | n. 1932         | Le Centre Du Silence (Il centro del silenzio) (FR) , The Invisible Stairway: Kabbalistic Meditations on the Hebrew Letters (La scala invisibile: meditazioni cabalistiche sulle lettere ebraiche) (EN) , et al.                                    |
| Michael Laitman                                                             | Leningrado (URSS), Israele                              | n. 1946         | Kabbalah Revealed (Cabala rivelata) (EN) , The Path of Kabbalah (Il sentiero della Cabala), From Chaos to Harmony (Da caos ad armonia) (EN) , et al.                                                                                               |
|                                                                             | Italia                                                  |                 | |